# Bübbenser Tief
Das Bübbenser Tief ist ein Tief in der Gemeinde Wangerland im Landkreis Friesland im Norden von Niedersachsen.
Der etwa vier Kilometer lange Wasserlauf im Jeverland, durch den Binnenwasser in die Nordsee abfließt, entsteht nördlich der Kirche in Hohenkirchen. Er fließt zunächst in südlicher und dann in östlicher Richtung weiter. Bei Hodens entsteht aus dem Zusammenfluss von Bübbenser Tief und Poggenburger Leide das Hohenstief, das dann in nordöstlicher Richtung weiterfließt.
In früheren Zeiten diente das Tief vor allem zur Entwässerung und als Verkehrsweg. 